# Torrlösa
Torrlösa är kyrkbyn i Torrlösa socken och en småort i Svalövs kommun belägen mellan Svalöv och Röstånga i Skåne. I byn ligger Torrlösa kyrka. 

## Den nutida byn

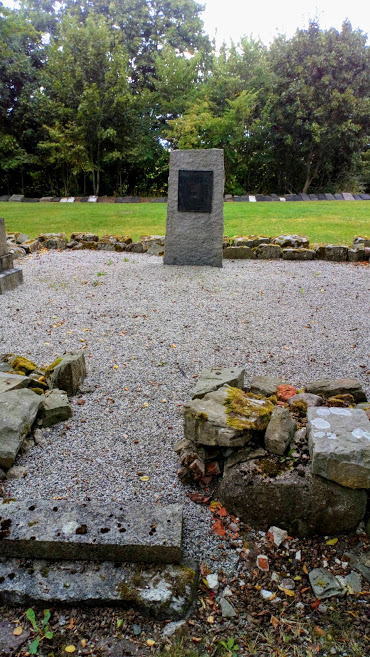
Tottska gravkoret i Torrlösa gamla kyrka

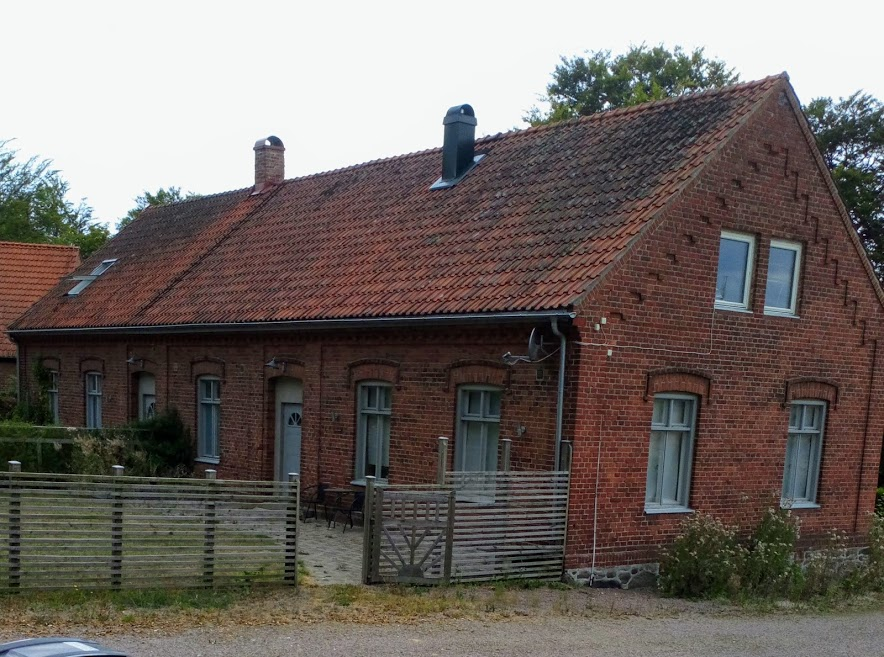
Torrlösa före detta skola

Torrlösa by ligger öster om Svalöv.  Dagens by har ett 40-tal låga hus med varierande byggnadsår. Bebyggelsen ligger vid vägen som går genom byn. De två kyrkogårdarna ligger mitt i byn på varsin sida om vägen. Byn avgränsas norrut av en bäck. Gamla kyrkogården har hus på två sidor och gränsar mot bäckravinen norrut. Mittemot nya kyrkogårdens västra sida ligger en  före detta skola, en röd tegelbyggnad bygd 1890. Den var församlingshem tidigare men såldes 2009 av Svalövsbygdens församling och har nu blivit privatbostad. Gamla kyrkogården ligger inom fornlämning Torrlösas gamla bytomt. På kyrkogården finns rester av Thottska gravkoret bevarade (se bild).

## Torshalls bygdegård
Torshalls Bygdegård  ligger i Torrlösa gamla socken. Gården invigdes 1938. Före 1950 tillhörde bygdegården Torrlösa kommun, men ägs numera av en ideell förening - Torshalls bygdegårdsförening. Föreningen startades som en ekonomisk förening med det långa namnet Torrlösa Jordbrukareorganisationers Byggnadsförening u p a. Föreningen startades som en andelsförening där Torrlösa lantbruksföreningar var drivande krafter. Totalt såldes andelar under första året för 26 500 kronor.  För byggandet upptogs lån för 22 000 kronor. Krigsåren hade en intensiv verksamhet Nya andelar tecknades i början av 50-talet inför en större modernisering. Bygdegården hade arrendator till 1995 då föreningen själv tog över serveringen vid arrangemang. Namnet Torshall togs då en gård på platsen tidigare två gånger drabbats av bränder orsakade av åska.

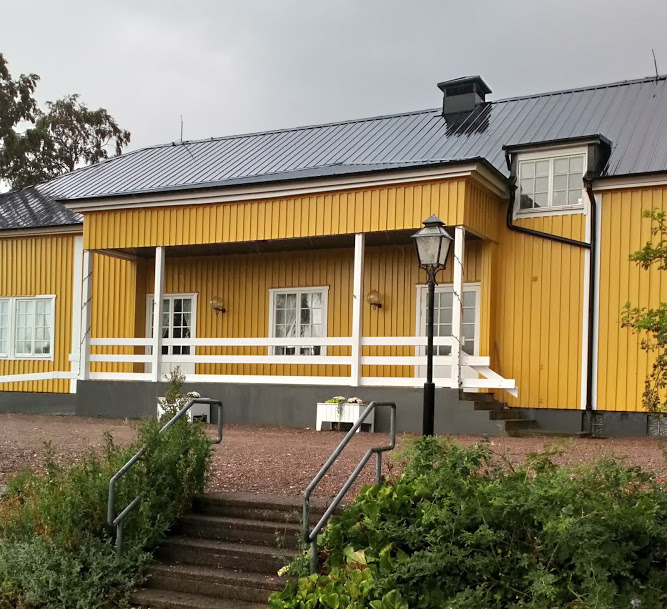
Torshall bygdegård

## Torrlösa by 1932 enligt Svenska orter: atlas över Sverige med ortbeskrivning
Torrlösa, By i Malmöhus län i  Torrlösa landskommun; 22 jordbruksfastigheter och 17 andra fastigheter med ett taxeringsvärde för jordbruksfastigheterna 1 193 100 kr. (jordbruksvärde), andra fastigheter taxerade till 83 100 kr.
Trolleholms fideikommiss ägde följande fastigheter: Taxeringsvärde utgör jordbruksvärdet.
- Torrlösa nr 2, l/5 mantal, areal 42 hektar (åker) taxeringsvärde 70 000 kr.
- Torrlösa nr 3, 1/5 mantal, areal 26,5 hektar, därav 24 (åker), taxeringsvärde 50 400 kr.
- Torrlösa nr 4, 5, 3/10 mantal, areal 43,8 hektar, därav 42,6 åker, taxeringsvärde 93 200 kr.
- Torrlösa nr 5, 6, 3/10 mantal, areal 39,6 hektar (åker), taxeringsvärde 81 900 kr.
- Torrlösa nr 7,8, 9, 3/10 mantal, areal 36,2 hektar (åker), taxeringsvärde 76 000 kr.
- Torrlösa nr 8, 7, 9, 3/10 mantal, areal 40,1 hektar (åker), taxeringsvärde 80 200 kr.
- Torrlösa nr 11, l/5 manttl, areal 25,5 hektar, därav 22,5 åker, taxeringsvärde 59 600 kr.
- Torrlösa nr 12, 13, 3/10 mantal, areal 44,1 hektar, därav 36,6 åker, taxeringsvärde 85 000 kr.
- Torrlösa nr 14,13, 3/10 mantal, areal 39,3 hektar, därav 36,1 åker, taxeingsvärde 78 300 kr.
- Torrlösa nr 15, 1/5 mantal, areal 26,5 hektar, därav 23,2 åker, taxeringssvärde 54 100 kr.
- Torrlösa nr 16, 1/5 mantal, areal 30,7 hektar, därav 27,6 åker, taxeringsvärde 59 500 kr.
- 6 torp med en areal  av 140,8 hektar, därav 135,6 åker, taxerade till 142 300 kr.

Torrlösa nr 1,1/3 mantal, kallas Vallenborg, äges av kamrer Jöns Åkesson; areal 50 hektar, därav 49,3 åker, taxeringsvärde 92 000 kr.  
Torrlösa nr 22, 1 mantal kyrkoherdeboställe; areal 83 hektar, därav 48,5 åker, taxerat till 113 700 kr. Andra fastigheter taxerade till 25 000. Smedjan är taxerad som annan fastighet till 7 500 kr.

## Personer från byn
I Torrlösa föddes smedmästaren N.H. Nylander (1856-1940), känd för att han i Kristianstad grundade AB Svenska Biografteatern.